# Remídio José Bohn
Remídio José Bohn (ur. 21 maja 1950 w Felizie, zm. 6 stycznia 2018 w Gravataí) – brazylijski duchowny katolicki, biskup pomocniczy Porto Alegre w latach 2006-2011 i biskup diecezjalny Cachoeira do Sul w okresie 2012-2018.

## Życiorys
Święcenia kapłańskie otrzymał 29 listopada 1975 i został inkardynowany do archidiecezji Porto Alegre. Pracował w seminariach w Gravataí, Bom Princípio i Viamão. Był też proboszczem kilku parafii w Porto Alegre i Canoas, a od 1995 piastował funkcję diecezjalnego penitencjarza.
18 stycznia 2006 papież Benedykt XVI mianował go biskupem pomocniczym Porto Alegre ze stolicą tytularną Uchi Maius. 17 marca tego samego roku z rąk arcybiskupa Dadeusa Gringsa przyjął sakrę biskupią. 28 grudnia 2011 mianowany biskupem diecezjalnym Cachoeira do Sul, urząd objął 26 lutego 2012. Funkcję sprawował aż do swojej śmierci.
Zmarł 6 stycznia 2018 w Gravataí.